# Episodi di Wallander (prima stagione)
La prima stagione della serie televisiva Wallander è costituita da 13 episodi trasmessi in Svezia tra il 2005 e il 2006.
Il primo episodio della serie è l'adattamento del romanzo Prima del gelo, che vede come protagonista Linda Wallander, figlia del commissario Kurt Wallander, coadiuvata nelle indagini dal padre e dal collega Stefan Lindman. 
I successivi dodici episodi della prima stagione sono basati su storie originali scritte da Henning Mankell, basate sui personaggi e sull'ambientazione dei suoi romanzi con Kurt Wallander. 
In Italia la serie è andata in onda su Rete 4 in due segmenti: i primi sei episodi sono stati trasmessi a partire dal 6 dicembre 2008, il resto della stagione a partire dal 5 giugno 2010.
I primi sei episodi sono apparsi anche su Iris a partire dal 9 aprile 2010.
| nº | Titolo originale  | Titolo italiano           | Prima TV Svezia  | Prima TV Italia  |
| -- | ----------------- | ------------------------- | ---------------- | ---------------- |
| 1  | Innan frosten     | Prima del gelo            | 14 gennaio 2005  | 6 dicembre 2008  |
| 2  | Byfånen           | Il fratello gemello       | 3 agosto 2005    | 13 dicembre 2008 |
| 3  | Bröderna          | I fratelli                | 7 settembre 2005 | 20 dicembre 2008 |
| 4  | Mörkret           | La dose fatale            | 12 ottobre 2005  | 27 dicembre 2008 |
| 5  | Afrikanen         | L'africano                | 16 novembre 2005 | 5 giugno 2010    |
| 6  | Mastermind        | Gioco perverso            | 13 dicembre 2005 | 3 gennaio 2009   |
| 7  | Den svaga punkten | Il punto debole           | 15 marzo 2006    | 3 luglio 2010    |
| 8  | Fotografen        | Il fotografo              | 10 maggio 2006   | 12 giugno 2010   |
| 9  | Täckmanteln       | Profughi ed eroina        | 12 luglio 2006   | 10 gennaio 2009  |
| 10 | Luftslottet       | Il castello tra le nuvole | 23 agosto 2006   | 19 giugno 2010   |
| 11 | Blodsband         | Legami di sangue          | 25 ottobre 2006  | 26 giugno 2010   |
| 12 | Jokern            | Il falsario               | 1º novembre 2006 | 10 luglio 2010   |
| 13 | Hemligheten       | Il segreto                | 10 novembre 2006 | 17 luglio 2010   |